# Governos Provisórios da Terceira República Portuguesa
Os Governos Provisórios da Terceira República Portuguesa foram os primeiros seis governos empossados pelos presidentes da República nomeados pela Junta de Salvação Nacional, organismo que vinha previsto no programa do Movimento das Forças Armadas para o exercício político, até à formação de um governo civil, para precaver a destituição imediata do Presidente da República (o almirante Américo Thomaz) e Governo, dissolução da Assembleia Nacional e do Conselho de Estado, promulgando a Lei Constitucional n.º 1/74, de 25 de Abril e, após os acontecimentos de 11 de Março de 1975 e de a JSN ter sido extinta, pelo Conselho da Revolução.

## I Governo Provisório de Portugal
A 16 de Maio de 1974, menos de 1 mês após o 25 de Abril, tomava posse o I Governo Provisório presidido por um democrata moderado, o advogado Adelino da Palma Carlos. Integrando representantes das principais forças políticas da oposição - da esfera comunista à democrata liberal - Mário Soares é nomeado Ministro dos Negócios Estrangeiros, Álvaro Cunhal, Francisco Sá Carneiro e Pereira de Moura assumem as funções de Ministros sem pasta - mas dominado nas suas pastas chave, pelos representantes ligados à área socialista, este governo viria a ser presa da sua própria heterogeneidade ideológica, espelho de uma dinâmica que se afirmava de forma crescente no seio da sociedade portuguesa e que viria a precipitar a queda deste governo em Julho de 1974.
O programa do I Governo Provisório constitui hoje um documento de referência que deixa transparecer as esperanças e os anseios de um país que voltava a acreditar em si próprio, permitindo avaliar as principais linhas de rumo seguidas pelo Portugal do pós 25 de Abril, na busca de uma sociedade nova, mais justa para todos os portugueses.
O Governo cai menos de dois meses depois, a 11 de Julho de 1974, na sequência de uma proposta apresentada pelo Primeiro-Ministro de realização em Outubro de 1974 das eleições presidenciais e, simultaneamente, de um referendo a uma Constituição Provisória. As presidenciais ocorreriam, portanto, antes das eleições constituintes, relegando estas últimas para finais de 1976. Tal proposta contrariava o Programa do MFA e constituía uma forma de reforçar o poder do Presidente da República, António de Spínola.

## II Governo Provisório de Portugal
A 12 de Julho Vasco Gonçalves, um homem do MFA, é indigitado pelo presidente da República, António de Spínola, para o cargo de Primeiro Ministro. O II Governo Provisório toma posse a 18 de Julho de 1974 e é presidido por Vasco Gonçalves, Mário Soares é o Ministro dos Negócios Estrangeiros e mantém-se uma forte preponderância dos membros do PS - Partido Socialista e do PPD - Partido Popular Democrático. O líder do PPD, Francisco Sá Carneiro, recusa-se a participar por considerar que a demissão de Adelino da Palma Carlos foi incorrecta.

## III Governo Provisório de Portugal
Em 1 de Outubro o III Governo Provisório é empossado, é chefiado por Vasco Gonçalves ficando à mesma Mário Soares do PS como Ministro dos Negócios Estrangeiros, tendo terminado o seu mandato a 26 de Março de 1975.
A 12 de Março de 1975 são extintos a Junta de Salvação Nacional e o Conselho de Estado e em sua substituição é criado o Conselho da Revolução. O Governo dá início à execução de um grande plano de nacionalizações (Banca, Seguros, Transportes, etc.)

## IV Governo Provisório de Portugal
Toma posse em 26 de Março de 1975 o IV Governo Provisório, chefiado por Vasco Gonçalves e composto por elementos do PS, PPD, PCP, MDP/CDE, ex-MES, militares e independentes.
Menos de um mês depois, a 25 de Abril de 1975, são realizadas as primeiras eleições livres em Portugal desde 1926, para a Assembleia Constituinte, que elaboraria a nova Constituição da República Portuguesa.
A 8 de Julho a Assembleia do MFA aprova o "Documento-Guia da Aliança Povo-MFA", que suscita protestos veementes por parte do PS sendo acompanhado pelo PPD/PSD e CDS.
A 10 de Julho, vários partidos e outros grupos de extrema-esquerda organizam uma manifestação de apoio ao "Documento-Guia da Aliança Povo-MFA", são recebidos por Costa Gomes e Vasco Gonçalves, que discursam sendo visíveis as diferenças de conteúdo dos dois discursos, nesse mesmo dia o Jornal República reaparece sob a orientação de uma "Comissão Coordenadora de Trabalhadores", isto depois de a 19 de Maio ter começado a crise no Jornal República entre trabalhadores e a direcção, encabeçada por Raul Rêgo (militante histórico do PS e Jornal da oposição conotado com o PS no Estado Novo), o PS, no próprio dia reage violentamente, Mário Soares encabeça uma manifestação de protesto junto à sede do jornal e acusa o PCP de estar por detrás dos acontecimentos, no dia seguinte os militares fazem evacuar o local do jornal e selam-no. Mário Soares denuncia a ilegalidade do fecho do jornal e ameaça abandonar o Governo de Vasco Gonçalves, assim como os ministros do PS, estes regressam a 30 de Maio, após conversações com o Conselho da Revolução.
Perante estes acontecimentos, da Manifestação e do reaparecimento do Jornal República com uma redacção conotada com o PCP, os ministros do PS abandonam o IV Governo Provisório, uma semana mais tarde a 17 de Julho, os ministros do PPD tomam idêntica atitude e abandonam o Governo assim como os ministros independentes Silva Lopes e Almeida Santos.
Em 15 de Julho o PS promove uma manifestação de apoio aos seus representantes que abandonam o Governo, em resposta o PCP e a extrema-esquerda, partidários do IV Governo Provisório organizam manifestações em Lisboa e no Porto, organizadas por Comissões de Trabalhadores, entre outras reivindicações, pedem a dissolução da Assembleia Constituinte, que foi ganha maioritariamente pelos partidos mais moderados.
Nos dias 18 e 19 de Julho, o PS convoca dois comícios (nas Antas, no Porto e Fonte Luminosa, em Lisboa), que são um êxito retumbante com milhares de pessoas, Mário Soares exige a demissão de Vasco Gonçalves e ameaça que "o PS pode paralisar o país".
Nove membros do Conselho da Revolução, entre os quais Melo Antunes, entregam dia 7 de Agosto, a Costa Gomes um documento em que recusam, quer a via totalitária ("Documento-Guia da Aliança Povo-MFA"), quer a via social-democrata (defendida na altura pelo PS e pelo PPD). Este documento conhecido como o "Documento dos Nove" é condenado severamente pelo Directório do MFA. Nesse dia Mário Soares escreve uma Carta aberta ao general Costa Gomes, intimando-o a escolher uma via.

## V Governo Provisório de Portugal
No dia 8 de Agosto o V Governo Provisório, toma posse e é chefiado por Vasco Gonçalves sendo composto por elementos do PCP, MDP/CDE, independentes e militares, nesse dia "O Jornal Novo" publica o "Documento dos Nove" (também conhecido por "Documento Melo Antunes").
Três dias depois o Directório do MFA, suspende os oficiais subscritores do "Documento dos Nove": Francisco Charais; Pezarat Correia; Vítor Alves; Melo Antunes; Costa Neves; Canto e Castro; Vítor Crespo; Vasco Lourenço e Sousa e Castro.
Entretanto e mobilizada pelo PCP e pelo PS, a população portuguesa divide-se, enquanto o PS exige a demissão do V Governo Provisório, o PCP protesta contra a "violência reaccionária".
Início de uma série de reuniões entre os "Nove" e Otelo Saraiva de Carvalho, do COPCON (que dias antes tinha divulgado um documento intitulado "Autocrítica revolucionária do COPCON e proposta de trabalho para um programa político"  conhecido como o "Documento do COPCON")  tendentes à elaboração de um documento e projecto de convergência política.
No Norte e Centro do país agudiza-se a hostilidade em relação ao V Governo Provisório, ao PCP e aos partidos de extrema-esquerda, havendo assaltos e destruições das sedes destes partidos que ocorrem um pouco por todo o lado.
O PS promove uma manifestação, a 15 de Agosto em Belém, de apoio ao "Documento dos Nove", o PCP reage com num comício realizado no Pavilhão dos Desportos em que apela "à unidade dos democratas e anti-fascistas".
A 19 de Agosto, o Presidente da República, Costa Gomes reúne com os subscritores do "Documento dos Nove" e com Otelo Saraiva de Carvalho a este é apresentado o Plano Político do MFA, elaborado pelos "Nove" e Otelo Saraiva de Carvalho, deste modo o Presidente decide encetar o processo de consultas para formação de um VI Governo Provisório. No dia seguinte Otelo Saraiva de Carvalho consuma a ruptura com Vasco Gonçalves, em carta pessoal este proíbe Vasco Gonçalves de visitar as unidades militares integradas no COPCON e pede ao general que "descanse, repouse, serene, medite e leia".

## VI Governo Provisório de Portugal
Em 24 de Agosto é apresentado o elenco do VI Governo Provisório que deveria ser chefiado por Carlos Fabião; contudo, este recua no dia seguinte, sendo Pinheiro de Azevedo indigitado para formar o VI Governo Provisório. Vasco Gonçalves será nomeado CEMGFA.
É criada a 25 de Agosto a FUP - Frente de Unidade Popular, com a participação do PCP, do MDP/CDE, do MES, da FSP - Frente Socialista Popular, da LUAR, da LCI, do PRP/BR e da Organização 1º de Maio, e inicia-se a publicação do jornal A Luta. A Organização 1º de Maio abandona a FUP a 26 de Agosto e o PCP a 28, e a partir daí a aliança passa a designar-se  FUR - Frente de Unidade Revolucionária.
No dia seguinte o Conselho da Revolução, sentindo-se legitimado pelo Presidente da República General Costa Gomes, suspende a 5.ª Divisão, de linha pró-FUR e ligada a Vasco Gonçalves, sendo encerrada dia 27 de Agosto por uma força militar chefiada por Jaime Neves. Nesse dia a Frente de Unidade Popular promove, junto ao Palácio de Belém em Lisboa, uma manifestação de apoio a Vasco Gonçalves e a Costa Gomes. Ambos recebem os manifestantes com discursos mas, mais uma vez, são notórias as diferenças de tom e de conteúdo utilizados pelos oradores.
No dia 31 de Julho o coronel Jaime Neves (e outros oficiais do Regimento de Comandos da Amadora) havia sido proibido de entrar na unidade, sendo depois reintegrado como Comandante, por Otelo Saraiva de Carvalho, no dia 4 de Agosto. A 31 de Agosto Pinheiro de Azevedo inicia as primeiras diligências para a formação do VI Governo Provisório, com o PS e o PPD a oporem-se publicamente à nomeação de Vasco Gonçalves para CEMGFA.
No primeiro dia de Setembro de 1975, Pinheiro de Azevedo pretende a constituição de uma plataforma comum entre o PS, o PPD e o PCP.
Dois dias depois, numa Conferência de imprensa do PCP e do MDP/CDE, alertando para a "ofensiva reaccionária". Acusam o PPD/PSD, o CDS e o PCTP/MRPP da onda de violência e o PS de passividade e cumplicidade.
Uma Assembleia Geral do MFA em Tancos modifica a composição do Conselho da Revolução e afasta Vasco Gonçalves do cargo de CEMGFA. No dia seguinte, 6 de Setembro, o V Governo Provisório demite-se.
Em 19 de Setembro dá-se a tomada de posse do VI Governo Provisório, e último antes dos Governos Constitucionais, constituído por militares, independentes e representantes do PS, PPD e PCP, e chefiado pelo vice-almirante Pinheiro de Azevedo.
Depois de uma série de ocupações por manifestantes ligados à extrema-esquerda, em 29 de Setembro, o Primeiro-ministro Pinheiro de Azevedo ordena a ocupação militar das emissoras de Rádio e Televisão. Várias organizações de extrema-esquerda convocam uma manifestação de protesto junto do Ministério da Comunicação Social para esse dia; em resposta à manifestação das forças de extrema-esquerda, o PS e o PPD organizam, no dia seguinte, uma manifestação de apoio ao VI Governo Provisório.
A 1 de Outubro, depois dos ânimos serenarem o Governo manda desocupar as emissoras de rádio e televisão, à excepção da Rádio Renascença, no mesmo dia o PS denuncia "a preparação de um golpe de Estado de esquerda", sendo apoiado por uma noticia saída nesse dia no jornal O Século que publica o chamado "plano dos coronéis", no dia seguinte, O Jornal Novo que contém um comunicado do PS sobre uma tentativa de golpe de Estado, é impedido de sair.
O Regimento de Artilharia da Serra do Pilar (RASP), no Porto, no dia 7 de Outubro é ocupado por forças da extrema-esquerda, dois dias depois um documento do PCP denuncia "viragem à direita do Governo", em reacção o PS, PPD e CDS acusam o PCP de controlar de forma totalitária os principais órgãos de informação.
Em 11 de Outubro, sucedem-se por todo o país manifestações de apoio ao VI Governo Provisório, apoiadas e promovidas pelo PS, PPD e CDS.
Em 9 de Novembro dá-se um manifestação no Terreiro do Paço, de milhares de pessoas de apoio ao VI Governo Provisório, com a mobilização e participação do PS e PPD.
O VI Governo Provisório, no dia 20 de Novembro, auto-suspende-se enquanto não lhe forem dadas garantias para poder governar, nesse dia é realizada uma manifestação em frente ao Palácio de Belém a favor do "Poder Popular", Costa Gomes fala com os manifestantes, afirmando ser indispensável evitar uma guerra civil.
No dia 23 de Novembro é realizado em Lisboa um comício do PS, em apoio ao VI Governo Provisório, na Alameda D. Afonso Henriques, o mesmo conta com milhares de pessoas.
Dá-se o 25 de Novembro de 1975.
A 28 de Novembro o VI Governo Provisório retoma as suas funções e é suspensa a publicação dos jornais estatizados, no dia seguinte em conferência de imprensa, Sá Carneiro acusa o PCP de ser responsável pela insubordinação militar verificada, o PS tem idêntica atitude.